# Воим (приток Нердвы)
Воим — река в России, протекает в Ильинском и Карагайском районах Пермского края. Устье реки находится в 17 км по левому берегу реки Нердва. Длина реки составляет 32 км.
Исток реки на Верхнекамской возвышенности в лесу в 5 км к югу от села Каргино. Верхнее течение реки проходит по лесному массиву, ниже на берегах чередуются луга, рощи и деревни. Генеральное направление течения — юго-запад. Река протекает деревни Ильята, Маркова, Сенята, Лазарята, Кипреево, Вотяково, Власово. Впадает в Нердву ниже посёлка Воскресенск.

## Данные водного реестра
По данным государственного водного реестра России относится к Камскому бассейновому округу, водохозяйственный участок реки — Кама от города Березники до Камского гидроузла, без реки Косьва (от истока до Широковского гидроузла), Чусовая и Сылва, речной подбассейн реки — бассейны притоков Камы до впадения Белой. Речной бассейн реки — Кама.
Код объекта в государственном водном реестре — 10010100912111100009790.